# Vijnanavada

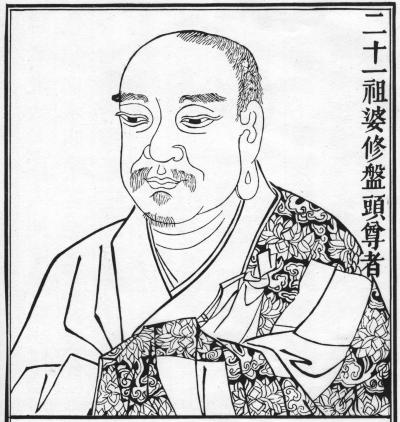
Il monaco kashmiro e filosofo Cittamātra, Vasubandhu (IV secolo), così come fu rappresentato nella scuola cinese del Chán che lo annovera tra i suoi patriarchi. Vasubandhu fu dapprima un seguace Sarvāstivāda che aderì poi alla scuola Sautrāntika, convertendosi infine alla scuola Mahāyāna Cittamātra.

Il Vijñānavāda (detto anche Cittamātra o Yogācāra, cinese 瑜伽行派 Yújiāxíng pài o anche 唯識宗 Wéishì zōng, coreano Yugahaeng pa o anche Yusik jong, giapponese Yuishiki shū o anche Yugagyō ha, tib. Sems tsam pa, vietnamita Duy thức tông) è una scuola buddista indiana sorta nel III secolo che ha profondamente influenzato il Buddismo Mahāyāna sia nella sua versione tibetana che in quella cinese, coreana e giapponese.

## Dottrine della scuolaVijñānavāda
La scuola ha, come la precedente scuola dei Mādhyamika, dei precisi testi di riferimento e un suo variegarsi in sottocorrenti. In ambito sino-giapponese le sue tesi hanno profondamente influenzato molte scuole, segnatamente la Huāyán (華嚴宗, Huāyán zōng, lignaggio giapponese Kegon), il Chán (禪宗, Chán zōng, lignaggio giapponese Zen) e lo  Zhēnyán (眞言宗, Zhēnyán zōng, lignaggio giapponese Shingon), trovando una compiuta collocazione nella scuola  Fǎxiāng (法相宗, Fǎxiāng zōng, lignaggio giapponese Hossō) fondata da Xuánzàng nel 645 dopo il suo ritorno dal viaggio in India.
La scuola Cittamātra si inserisce nel procedere ermeneutico dei Prajñāpāramitā Sūtra e nella loro interpretazione da parte della scuola che l'ha preceduta, il Mādhyamika.
Il sutra più antico della scuola Cittamātra è probabilmente il Saṃdhinirmocanasūtra. È in questo Sutra che compare la dottrina dei  "Tre giri della Ruota del Dharma": il primo giro è rappresentato dall'insegnamento delle Quattro nobili verità, della Coproduzione condizionata e dell'Ottuplice sentiero, insegnamenti che si conservano negli Āgama-Nikāya; il secondo giro è rappresentato dall'insegnamento della vacuità, che indica come privi di sostanzialità inerente a tutti i dharma costituenti la "realtà", insegnamento proprio dei Prajñāpāramitā Sūtra; il terzo giro è nell'insegnamento della coincidenza tra Saṃsāra e Nirvāṇa indicato nella scuola Mādhyamika.
Lo sviluppo dei 'giri' della Ruota del Dharma corrisponde, secondo la scuola Cittamātra, ai testi da interpretare e quelli da prendere alla lettera. I sūtra da interpretare (o provvisori) sono denominati in sanscrito neyârtha mentre quelli dal significato chiaro (definitivi) sono denominati in sanscrito nītārtha.
Per il Madhyamaka sono già i Prajñāpāramitā Sūtra e i relativi commentari Mādhyamika ad essere definitivamente chiari, secondo i Cittamātra invece anche i Prajñāpāramitā Sūtra come gli Āgama-Nikāya devono essere interpretati, mentre solo a partire dal Saṃdhinirmocanasūtra gli insegnamenti risultano di per sé espliciti e rappresentano la dottrina definitiva. Il nome e la dottrina di questa scuola sono ben rappresentati da una strofa di un altro sutra Cittamātra, il  Samādhirājasūtra: «O figli dei Vittoriosi, i tre regni non sono altro che mente». La scuola Cittamātra sostiene infatti che i fenomeni, così come noi li percepiamo, non sono altro che mente, non esistono se non come apparenze. L'unica cosa realmente esistente è la coscienza.  
L'ignoranza dell'uomo fa sì che egli creda non solo che questa coscienza sia un "soggetto" ovvero che abbia una sua identità permanente ma che esistano, con la stessa qualità, anche gli oggetti percepiti. Questa illusione viene sempre paragonata, in questa scuola e nei suoi Sutra, come "l'illusione di una magia", "illusione ottica", "miraggio", "sogno", "riflesso della luna sull'acqua", a una "eco", a una città "aerea", a un "fantasma".
La vacuità (Śūnyatā) è, per i Cittamātra, la fine della differenza tra soggetto e oggetto e corrisponde al Risveglio (bodhi), mentre ciò che sperimentiamo nella coscienza illusa è il frutto del nostro karma.  Quindi la sede della vacuità è, per la scuola Cittamātra, la coscienza che è la sola ad esistere anche se sempre priva di identità inerente.

## Confronto dottrinale con la scuolaMādhyamika
L'aver considerato la sede della vacuità la coscienza provocò l'accusa da parte di autori di scuola Mādhyamika nei confronti delle dottrine  Cittamātra di essere sostanzialiste in quanto avrebbero "sostanziato" la vacuità nella coscienza (e da qui anche il famoso dibattito tra il mādhyamika Candrakīrti e il cittamātra Candragomin all'università di Nālandā durato sette anni senza che nessuno dei due prevalesse).  In sostanza i Mādhyamika preferirono limitarsi alle due Verità: assoluta (sans. paramārtha-satya o śūnyatā-satya, cin. 空諦 kōngdì, giapp. kūtai, tib. don-dam bden-pa) e relativa (sans. saṃvṛti-satya, cin. 假諦 jiǎdì, giapp. ketai, tib. kun-rdzob kyi bden-pa), ritenendo quest'ultima "mondana". Per il Mādhyamika Candrakīrti, ad esempio, la Verità è quella assoluta della vacuità di tutto l'esistente (e non della coscienza "non soggettiva" dei Cittamātra). Mentre i Cittamātra accusavano i Mādhyamika di tendenze nichiliste in quanto ponevano, di fatto, il Dharma nel vuoto. La posizione Cittamātra, si fonda comunque sempre sulla fine esperienziale della distinzione soggetto-oggetto tipico di alcune pratiche meditative e quindi sulla realizzazione della tathātā (cin. 眞如 zhēnrú, giapp. shinnyo, tib. de bzhin nyid), della realtà così come è, facendo scomparire concetti e distinzioni.

## Sviluppi della scuolaVijñānavāda
La scuola Vijñānavāda pur prendendo avvio dal Saṃdhinirmocanasūtra venne sviluppata da due fratelli, Asaṅga e Vasubandhu (IV secolo). Le loro opere descrivono otto coscienze (âṣṭâvijñāna), sei coscienze dei sensi, una mentale contaminata dal karma  detta kliṣṭamanas (cinese 染汚意 rǎnwū yì, giapp. zenmai, tib. nyon mongs pa can gyi yid, yid kun nas nyon mongs par byed pa) e l'ottava coscienza, l'ālayavijñāna incontaminata (cinese 阿賴耶識  ālàiyéshì, giapp. arayashiki, tib. kun gzhi rnam shes pa). Per Asaṅga e Vasubhandhu solo l'ottava coscienza, l'ālayavijñāna, che ricevendo come un ricettacolo i semi contaminati dalla settima coscienza, è quella assoluta che non muore ma rinasce di corpo in corpo fino alla liberazione (sanscrito bodhi). L'ālayavijñāna "non è né bene, né non bene" ed è comunque e sempre del tutto priva di soggettività. 
Dopo la morte di Vasubandhu, la scuola Vijñānavāda si svilupperà in due distinte branche: quella che continuerà l'opera più legata alla tradizione psicologico-abhidharmica dei due fratelli, rappresentata dalle opere di Sthiramati (VI secolo), Dharmapāla (VI o VII secolo), Vinītadeva (VII secolo, discepolo di Dharmapāla) e Xuánzàng (602-664); e quella che curerà un approccio più prettamente logico ed epistemico con Dharmakīrti (VII secolo) e Dignaga (fine IV secolo, discepolo di Vasubandhu), la quale però si indica solo sei coscienze: i cinque sensi più quella mentale, ritenendo quella mentale quella di base. A quest'ultimo indirizzo appartengono anche Sāntarkṣita (VII secolo, discepolo di Dharmakīrti) e Ratnakīrti (XI secolo, discepolo di Jñānaṡrīmitra).

## Testi principali
- Saṃdhinirmocanasūtra (o più correttamente Āryasaṃdhinirmocananāmamahāyānasūtra, Sutra che rivela il pensiero o Sutra che rivela i misteri, 解深密經 pinyin: Jiěshēnmìjīng giapp. Gejinmikkyō, è conservato nel Jīngjíbù, l'edizione tibetana dal titolo  'Phags-pa dgons-pa nges-par 'grel-pa zhes-bya-ba theg-pa chen-po' i mdo è invece conservata nel Kangyur o bKa'-'gyur), tradotto in cinese da Bodhiruci nel 514 e da Xuánzàng nel 647 (ne esistono comunque altre due traduzioni parziali di: Guṇabhadra del 435-43 e di Paramārtha del 557).
- Samādhirājasūtra (anche Samādhi-rāja-candra-pradīpa-sūtra o Candra-pradīpa-sūtra, Sutra del Re del Samadhi, 月燈三昧經 pinyin: Yuèdēng sānmèi jīng, giapp. Gattō zammai kyō, conservato nel T.D. 639.15.549-620). Sūtra di scuola Cittamātra in cui il Buddha insegna a Candrapradita Kumāra la più elevata tecnica meditativa. Si conservano tre traduzioni cinesi (riportate nel Jīngjíbù) relative a questo testo e tutte con lo stesso titolo: T.D. 639.15.549-620, eseguita da Narendrayaśas in 10 fascicoli nel 557; T.D. 640.15.620-623, eseguita da Xiangong (先公) in 1 fascicolo; T.D. 641.15.623-629, sempre eseguita da Xiangong (先公) in 1 fascicolo. Di queste traduzioni solo quella di Narendrayaśas è completa, anche se questa sembra essere basata su un'opera leggermente più breve rispetto all'originale sanscrito e alla versione tibetana che prende il nome di Chos thams cad kyi rang bzhin mnyam pa nyid rnam par spros pa ting nge dzin gyi rgyal pa ed è conservata nel Kangyur .

Sempre nel Canone cinese (ma nello Yúqiébù) e nel Canone tibetano (nel Kangyur) vengono invece conservati:
- Yogâcārabhūmiśāstra (Trattato sulle terre dei praticanti dello yoga, 瑜伽師地論 pinyin: Yúqié shīdì lùn, giapp. Yugashijiron, tib. rNal-'byor spyod-pa'i sa) in Cina è tradizionalmente attribuito a Maitreyanatha, monaco indiano vissuto nel IV secolo, mentre la tradizione tibetana lo attribuisce a Asaṅga. Questo testo, che tratta in particolar modo del cammino yogico e delle otto coscienze studiate dalla scuola Cittamātra, fu tradotto da Xuánzàng nel 646 (T.D. 1579.30.279-882) in 100 fascicoli. Xuánzàng si era recato precedentemente in India allo scopo di riportarne una copia in Cina. Contiene anche un elenco Trentadue segni maggiori di un Buddha (三十二相 pinyin sānshíèr xiàng, giapponese sanjūni sō).
- Triṃśikāvijñaptikārikā (Trenta versi sulla dottrina della sola mente, 唯識三十頌  pinyin: Wéishì sānshí sòng giapp. Yuishiki sanjū shō) di Vasubandhu, tradotto da Xuánzàng nel 648 in 10 fascicoli (T.D. 1586.31.60a-61b).
- Vijñaptimātratāsiddhi-śāstra (Trattato sulla realizzazione del niente altro che conoscenza, 成唯識論 pinyin: Chéngwéishìlùn, giapp. Jōyuishikiron) opera di Dharmapāla, tradotto da Xuánzàng (T.D. 1585.31.1a-59a). È un commentario del Triṃśikāvijñaptikārikā di Vasubandhu.
- Vimśatikāśāstra (Venti versi sulla dottrina della sola mente, 二十唯識論 pinyin:  Èrshí wéishì lùn, giapp. Nijūyuishikiron) anche questa opera di Vasubandhu, tradotta da Xuánzàng e Paramārtha. È un testo polemico a difesa delle dottrine della scuola Cittamātra.

Anche se non può essere considerata una delle opere principali della scuola Cittamatra ricordiamo l'Āryagambhīrasaṃdhinirmocanasūtraṭīkā del discepolo coreano di Xuánzàng, Wŏnch'uk (원측, cinese 圓測 Yuáncè, giapp. Enjiki, 613-696), un commentario del Saṃdhinirmocanasūtra che verrà tradotto in tibetano con il titolo di  'Phags pa dgongs pa zab mo nges par 'grel pa'i mdo'i rgya cher 'grel pa e collocato nel Tanjur a dimostrazione di come le opere di questa scuola, come quelle dell'avversaria Mādhyamika, spesso non avessero confini.